# Inbal Gavri'eli
Inbal Gavri'eli (hebrejsky: ענבל גבריאלי) je izraelská politička a bývalá poslankyně Knesetu za stranu Likud.

## Biografie
Narodila se 25. září 1975 v Tel Avivu. Vystudovala v bakalářském stupni právo na Interdisciplinary Center v Herzliji a dále má bakalářský titul z managementu. Sloužila v izraelské armádě, kde získala hodnost desátníka (Rav Tura'i). Hovoří hebrejsky a anglicky.

## Politická dráha
V izraelském parlamentu zasedla po volbách do Knesetu v roce 2003, ve kterých kandidovala za stranu Likud. Byla členem výboru pro státní kontrolu, výboru pro drogové závislosti, výboru pro práva dítěte, výboru pro vzdělávání, kulturu a sport, výboru House Committee, výboru pro ekonomické záležitosti a výboru práce, sociálních věcí a zdravotnictví. Předsedala výboru pro status žen.
Ve volbách do Knesetu v roce 2006 mandát neobhájila.